# Баламку

Фриз в Баламку

Баламку (Balamkù) — небольшие руины эпохи майя в 65 км от крупного майяского города Калакмуль в мексиканском штате Кампече, на границе с Гватемалой.
Баламку получил известность в связи с открытием в 1990 году хорошо сохранившегося стенного фриза. Фриз находится в нижней части одного из сооружений. Оригинальная красная краска хорошо сохранилась. На фризе изображены ящерицы, которые в майяской мифологии сопровождали человека из земного мира в подземный.